# 32809 Зоммерфельд
32809 Зоммерфельд (32809 Sommerfeld) — астероїд головного поясу, відкритий 10 жовтня 1990 року.
Тіссеранів параметр щодо Юпітера — 3,232.